# Урушинский хребет
Урушинский хребет — горный хребет на территории Забайкальского края и Амурской области России. Служит перемычкой между хребтами Западный Люндор и Джелтулинский Становик.
Хребет начинается на западе, в истоках рек Нюкжа и Урка и тянется на 70 км в северо-восточном направлении, до хребта Джелтулинский Становик, с которым стыкуется в истоке Малой Нюкжи. Максимальная ширина хребта (вместе с южными отрогами) достигает 60 км. Преобладающие высоты составляют 1000—1400 м, максимальная — 1600 м. Хребет сложен в основном породами позднеархейских формаций. Основная часть хребта имеет среднегорный характер, южные отроги — низкогорный. Преобладают склоны небольшой и средней крутизны, в вершинной части сохранились фрагменты исходной поверхности выравнивания. Основные типы ландшафта — горная тайга и предгольцовые редколесья.

## Топографические карты
- Лист карты N-51-IX. Масштаб: 1 : 200 000. Состояние местности на 1961-1982 год. Издание 1986 г.
- Лист карты N-51-XV Уруша. Масштаб: 1 : 200 000. Состояние местности на 1974-1983 год. Издание 1986 г.